# Grammia f-pallida
Grammia f-pallida là một loài bướm đêm thuộc phân họ Arctiinae, họ Erebidae.